# De la royauté
De la royauté est un essai de l'avocat français Nicole Robinet de La Serve paru en langue française à l'automne 1819. Véritable traité politique traitant de la situation de la royauté depuis la Restauration, il insiste sur la valeur de la charte de 1814 en tant que moyen de résistance contre les ultras sans hésiter à ériger l'insurrection en droit imprescriptible des nations contre les mauvais princes.